# Xiang Jingyu

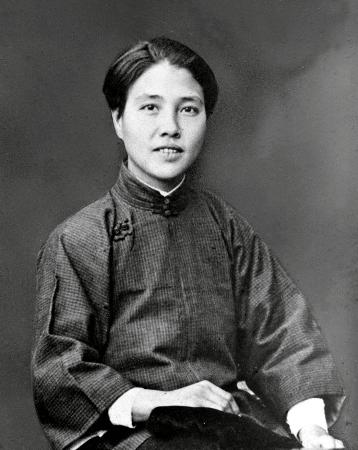
Xiang Jingyu

Xiang Jingyu 向警予 (* 1895 in Hunan; † 1. Mai 1928 in Wuhan) war eine der ersten Frauen in der Kommunistischen Partei Chinas (KPCh) und enge Freundin von Mao Zedong während seiner Jahre in Changsha.

## Kindheit und Jugend
Xiang Jingyu wurde 1895 in Hunan als Tochter eines Kaufmanns geboren. Sie besuchte eine fortschrittliche Mädchenschule. Sie war in der Bewegung des vierten Mai aktiv und organisierte eine Kampagne gegen das Füßebinden. 1919 ging sie zum Studium nach Paris. Dort wurde sie Mitglied einer studentischen Diskussionsgruppe, die sich mit Sozialismus und Anarchismus auseinandersetzte.

## Politischer Werdegang
1921 kehrte sie aus Frankreich zurück und wurde im August 1922 zur ersten Vorsitzenden des neu geschaffenen Frauenbüros der Kommunistischen Partei Chinas (KPCh). Sie war somit die erste Frau mit einer Führungsfunktion in einer Organisation der KPCh. Sie engagierte sich hauptsächlich für die Organisation von Fabrikarbeiterinnen aus den Spinnereien und Webereien der Industriezentren.
Xiang baute die Frauenorganisation erheblich aus. Auf dem 3. Parteitag der KPCh 1923 versuchte sie, die Vorbehalte männlicher Delegierter gegen die Frauenorganisation auszuräumen. Sie argumentierte, dass diese trotz ihrer bisherigen weitgehenden Tatenlosigkeit und ihrer internen Zerwürfnisse von politischer Bedeutung sei, und warnte ihre männlichen Mitstreiter davor, diese große Gruppe zu vernachlässigen. In Canton etwa hatte die Partei kaum weibliche Mitglieder. Erst nach Xiangs Einsatz für die Frauen auf dem 4. Kongress der KpCh im Januar 1925 wurde eine Resolution verabschiedet, die der Gewinnung von weiblichen Parteimitgliedern Priorität einräumte.
Am 30. Mai 1925 plante und leitete sie die Demonstration in Shanghai („Bewegung des 30. Mai“), welche einerseits die Freilassung von inhaftierten Studenten forderte, andererseits sich gegen die Ereignisse in Qingdao einige Tage zuvor richtete. Die Polizei eröffnete das Feuer gegen die Demonstranten, so dass die Ereignisse des 30. Mai 1925 als das „Massaker vom 30. Mai 1925“ (五卅參按 wusa can´an) in die Geschichte einging.
1926 wurde sie zur Weiterbildung nach Moskau geschickt, was praktisch ihr politisches Aus bedeutete. Ihre Nachfolgerin wurde Yang Zhihua 楊之華.
Nach ihrer Rückkehr 1927 konnte Xiang als alleinstehende Frau in keiner politischen Leitungsfunktion mehr Fuß fassen. Die politische Landschaft hatte sich verändert: Die Kuomintang kündigte am 15. Juli 1927 das bestehende Bündnis mit den Kommunisten unter Mao Zedong formell auf, damit kam es zwischen beiden Gruppierungen zum Bürgerkrieg um die Macht im Staat.
Am 1. Mai 1928 wurde Xiang von französischen Soldaten in einem unter französischer Verwaltung stehenden Sektor (French concession) Wuhans gefangen genommen und, nachdem diese sie verraten hatten, von der Kuomintang erschossen.

## Politische Schwerpunkte
In Essays schrieb sie ihre Ansichten über Frauen in China nieder. Sie sah die Ziele der Sozialistinnen als Gegenpol zu denen der bourgeoisen Feministinnen. Eine ähnliche Position wurde in Europa von Alexandra Kollontai in Russland und Rosa Luxemburg in Deutschland vertreten. Xiang sah keinen Gewinn in einer Bewegung, die sich hauptsächlich als einen Kampf zwischen Frauen und Männern verstand oder sich für das Frauenwahlrecht, individuelle Freiheit und freie Liebe einsetzte. Ihr Argument gegen das Frauenwahlrecht war, dass dieses bedeutungslos sei: eine totale soziale Revolution sei nötig, nicht die Möglichkeit, an einem mangelhaften System mitzuwirken. Ihre Stellungnahme zur Beteiligung von Frauen an Provinzwahlen 1924 lässt keinen Zweifel zu: „Wenn die Frauenwahlrechtsbewegung erfolgreich ist, so bedeutet das nur, dass ein Haufen Frauen in die Schweineställe des Kapitals und der Provinzen kommen, wo sie zusammen mit den Ebern über das Elend der Nation und das Unglück anderer Leute walten können.“

## Verschränkung von Privatleben und politischer Karriere
Xuang heiratete 1920 in Paris Cai Hesen. Dieser war seit 1922 Mitglied im Zentralkomitee der KPCh. Bei der Hochzeitszeremonie hielten beide ein Exemplar von Das Kapital. Gemeinsam veröffentlichten sie einen Gedichtband, The Upward Alliance, in dem sie gelobten, gemeinsam für die Revolution zu kämpfen. Nach Gilmartin war die Verbindung mit einem führenden Kopf der Partei für Xiangs Karriere wesentlich. Die revolutionäre Harmonie der beiden wurde durch Xiangs Affäre mit einem anderen Aktivisten, Peng Shuzhi alsbald gestört. Durch diese Affäre verlor Xiang ihren Status und ihre Leitungsfunktion in der Frauenorganisation der Partei.
Xiang und Hesen wurden 1926 nach Moskau gesandt: Xiang für ein Studium an der Kommunistische Universität der Werktätigen des Ostens, Hesen als Delegierter zur Kommunistischen Internationale.
Xiang war Mutter zweier Kinder (Geburtsjahre: 1922 und 1924).

## Rezeption
An Xiang lässt sich ablesen, dass der Weg von Frauen in Führungspositionen in China damals sehr schwierig war und heute ein anderes Bild vermittelt wird. Zwar ist in offiziellen Darstellungen immer wieder betont worden, dass Xiang von 1922 bis 1927 offizielle Delegierte der Kommunistischen Partei Chinas gewesen sei; vor allem die All-Chinesische Frauenvereinigung hat in ihren Publikationen ein Interesse an dieser Darstellung erkennen lassen. Die meisten Quellen für ihre Wahl sind jedoch wenig verlässlich, Studien aus dem Jahr 1995 haben Xiangs Wahl zur Delegierten nicht bestätigt. Führende Kommunisten der Zeit sprechen in ihren schriftlich niedergelegten Erinnerungen zwar von einer Teilnahme Xiangs an den Versammlungen und davon, dass sie einen großen Teil der Verwaltung übernahm, nicht aber von einer offiziellen Funktion als Mitglied.